# Высокоопасные вещества (токсикология)
Высокоопа́сные вещества́ — вещества, которые относятся ко второму (II) классу опасности в соответствии с ГОСТ 12.1.007-76 и ГОСТ 12.1.005-88.

## Нормативы для 2-го класса опасности вредных веществ
- Предельно допустимая концентрация вредных веществ в воздухе рабочей зоны составляет 0,1-1,0 мг/м³ в соответствии с ГОСТ 12.1.007-76 и ГОСТ 12.1.005-88.
- Средняя смертельная доза (ЛД50) при введении в желудок — 15-150 мг на 1 кг живого веса.
- КВИО — 30-300.
- Зона хронического действия — 4,9-2,5.
- Зона острого действия — 6,0-18,0.
- Средняя смертельная концентрация в воздухе — 500-5000 мг/м³.
- Средняя смертельная доза при нанесении на кожу — 100—500 мг на 1 кг живого веса.

## Типичные представители

### Наиболее известные вещества 2-го класса опасности
- Хлор Cl2[3]
- Оксид марганца(IV) MnO2[4] (пиролюзит, двуокись марганца).
- Трихлорид бора BCl3
- Фосген COCl2 (хлорид карбонила)
- Этиленсульфид C2H4S (сульфид этилена, тиациклопропан, тииран)
- Метантиол CH3SH (тиометанол, метилмеркаптан).
- Хлорциан ClCN
- Синильная кислота HCN (Цианистый водород, гидроцианид, циклон Б, формонитрил)
- Иод (элементарный) I2
- Бром (элементарный) Br2[5][6]
- Свинец Pb
- Тетрахлорид кремния SiCl4 (хлорид кремния(IV), тетрахлорсилан, кремний четырёххлористый)
- Фтористый водород HF (фторид фодорода, гидрофторид, плавиковая кислота)
- Трифторид бора BF3 (трифторборан, бора фторид, флюбор, бор трёхфтористый) и другие.
- Нитробензол {\displaystyle {\mathsf {C_{6}H_{5}NO_{2}}}} (мирабановое масло, мирабановая эссенция)

## Нахождение в природе

### Фтористый водород
Фтороводород HF в больших количествах содержится в вулканических газах.

### Метантиол
Метилмеркаптан образуется при различных процессах разложения сераорганических соединений.
Метантиол также находится в испражнениях и кишечных газах животных и человека, придавая им вместе со скатолом и другими меркаптанами неприятный запах.

### Фторид натрия
Фтористый натрий встречается в виде относительно редкого минерала виллиомита.
Также NaF встречается в магматических породах; входит в состав нефелинового сиенита.

### Синильная кислота
Синильная кислота в чистом виде встречается изредка, и в очень небольшом количестве (в вишнёвых косточках или миндале и некоторых растениях). Данное вещество также содержится в табачном дыме, коксовом газе; выделяется при термическом разложении нейлона; полиуретанов.

### Аллилцианид
Аллил цианистый найден в составе горчице настоящей в незначительных количествах, не приносящих вреда человеку и животным.

## Применение
- Хлор нашёл применение в синтезе гербицидов, пестицидов.
- Бром используется, в основном в медицине, синтезе лекарственных средств и инсектицидов.
- Цианистый натрий находит применение в гальванотехнике.

## Биологическое значение

### Влияние на организм
1. Фтористый натрий входит в состав противокариесных средств (зубных паст). Фтористый натрий является токсичным веществом при ингаляции; при приёме внутрь больших доз фтористого натрия может возникнуть флюороз зубов.
2. Иод принадлежит к группе макроэлементов и присутствует во всех живых организмах в концентрации 0,01 %.
3. Иодметан в природе выделяется рисом (в относительно небольших концентрациях).
4. Синильная кислота является сильнейшим ядом общетоксического действия; блокирует цитохромоксидазу.
5. Гидроксид натрия (едкий натр; каустик, натриевая щёлочь) — одно из опасных веществ для окружающей среды; подавляет биохимические процессы. При попадании на кожу в чистом виде может вызывать щелочной ожог.